# Байлейово каменно сомче
Байлейовите каменни сомчета (Noturus baileyi) са вид актиноптери от семейство Котешки сомове (Ictaluridae).
Те са уязвим вид.